# Maria van Oisterwijk
Maria van Oisterwijk, eigentlich Maria van Hout oder Maria van Houte („vom Holz“), latinisiert Maria Lignana, (* um 1470 vermutlich in Udenhout (Nord-Brabant); † 30. September 1547 in Köln) war eine niederländische Mystikerin und Beginen-Ordensoberin.

## Leben und Werk
Maria van Oisterwijk wurde um 1470, vermutlich in dem Dorf Udenhout in Nord-Brabant, geboren. Über ihre Familienherkunft ist wenig bekannt. Van Oisterwijk war Oberin des Beginenhauses Bethlehem in der Nähe von Oisterwijk. Der Kölner Kartäuser Gerard Kalckbrenner besuchte 1531 van Oisterwijk. Er war beeindruckt von ihren mystischen Schriften und nahm diese nach Köln zur Veröffentlichung unter dem Titel Der rechte Weg mit. 1532 veröffentlichte Kalckbrenner mit Das Paradies ein weiteres Werk Oisterwijks. Oisterwijk verfasste mit Novem simplicitatis gradus (Neun Stufen der Einfachheit) noch ein drittes Werk und dies in lateinischer Sprache, das jedoch, bis auf mögliche Zitate in Schriften aus ihrem Umkreis, verloren ist.
Sie siedelte 1545 nach Köln um und verbrachte dort ihre letzten Lebensjahre bei nicht mehr guter Gesundheit. Trotz ihrer angeschlagenen Gesundheit empfing sie berühmte Theologen wie den Jesuiten Petrus Canisius. Zusammen mit diesem gründete sie kurz vor ihrem Tod die erste Jesuitengemeinschaft in Köln.
Van Oisterwijk stand als „geistliche Mutter“ bei den Kartäusern und den Jesuiten in hohem Ansehen. Für die Kartäuser war sie in erster Linie ein spirituelles Vorbild. Die Kölner Jesuiten verehrten sie als „mater nostra“, Petrus Canisius nannte sie sogar „mater fidissima“. Maria van Oisterwijk starb im September 1547 in Köln. Sie wurde im Hochchor der Marien-Kapelle in der Kölner Kartäuserkirche beigesetzt.

## Gedruckte Schriften
- Der rechte wech zo d’Euangelischer volkomenheit / durch eynen erluchten frundt gotz / noch im leuen / gefuecht vp die articulen des heiligen gelouuens vnd vp dat Pater noster („Der rechte Weg zur evangeliumsgemäßen Vollkommenheit, durch einen erleuchteten Freund Gottes – noch am Leben – gefügt auf die Artikel des heiligen Glaubens[bekenntnisses] und auf das Vater unser“). Köln (Melchior von Neuß) 1531
- Dat Paradys der lieffhavender Sielen / vol inniger oiffingen des geistz / in betrachtungen vnd gebetz wyse / van dem leuen vnd lyden vnsers heren / van dem hilgen sacrament vnd van gotlicher lieffden in dryerley wyse (nae der minsch höger vnd höger an der sielen tzo nympt) gedeylt („Das Paradies der liebenden Seele, voll inniger Offenbarungen des Geistes, in Betrachtungen und in Gebetsform, von dem Leben und Leiden unseres Herrn, von dem heiligen Sakrament und von göttlicher Liebe dreifach (nachdem der Mensch höher und höher an der Seele zunimmt) geteilt“). Köln (Johann Soter) 1532 (Digitalisat)